# Shel Silverstein

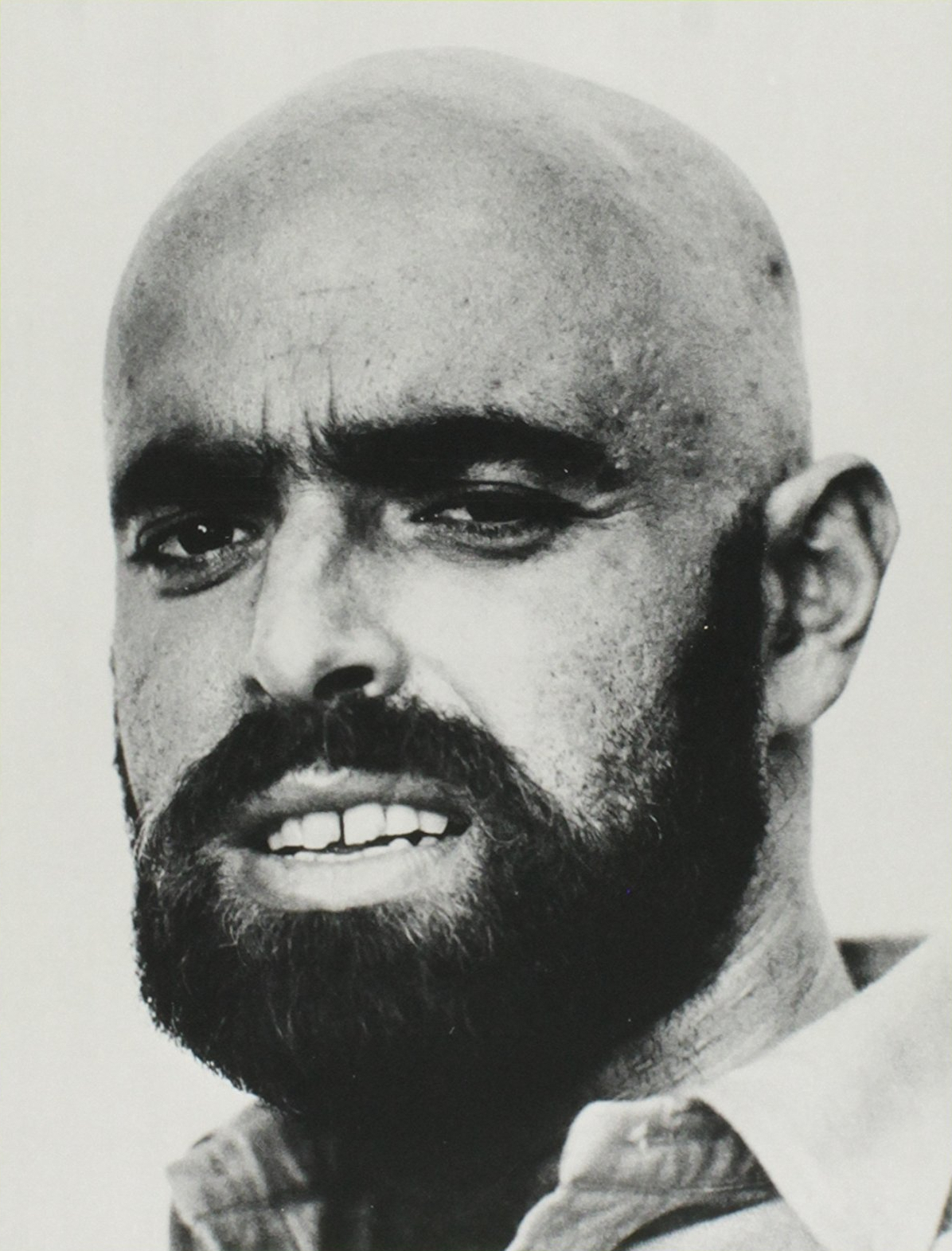
Porträt von Shel Silverstein

Sheldon Allan „Shel“ Silverstein (* 25. September 1930 in Chicago; † 10. Mai 1999 in Key West) war ein US-amerikanischer Songwriter, Musiker, Filmkomponist, Drehbuchautor, Dichter, Karikaturist und Verfasser von Kinderbüchern. Er war auch bekannt unter dem Namen Onkel Shelby.

## Singer-Songwriter
Silversteins musikalisches Werk umfasst zahlreiche Songs, die durch andere Künstler Hits wurden. So schrieb er 25 Minutes to Go und A Boy Named Sue für Johnny Cash, der für letzteren 1970 einen Grammy erhielt. Cash nannte den Song „the most cleverly written song I’ve ever heard“. One’s on the way wurde ein Hit für Loretta Lynn und The Unicorn Song von 1968 zum Aushängeschild der kanadisch-irischen Folkband „The Irish Rovers“; obwohl dieser Titel weder etwas mit Irland noch mit irischer Kultur zu tun hat, ist er heute noch weltweit in Irish Pubs populär.
Silverstein schrieb die meisten Stücke der Gruppe Dr. Hook & the Medicine Show wie Cover of the Rollin’ Stone, Freakin’ at the Freakers' Ball und Sylvia’s Mother. Er schrieb auch sehr viele Lieder für Bobby Bare (z. B.: Marie Laveau, Rosalie’s Good Eats Cafe, Mermaid, The Winner und Tequila Sheila). Der Song The Ballad of Lucy Jordan, der 1979 von Marianne Faithfull aufgenommen und später auch im Film Thelma & Louise verwendet wurde, stammt ebenso von Silverstein wie Queen of the Silver Dollar vom Emmylou Harris’ 1975er Album Pieces of the Sky. Außerdem nahm er 1995 mit dem Folk-Musiker Bob Gibson das Album Makin’ A Mess (Of Commercial Success) auf.
Während seiner kurzen Karriere als Produzent schrieb er mit David Mamet am Drehbuch zum Spielfilm Things Change – Mehr Glück als Verstand und wurde für das für Postcards from the Edge geschriebene Lied I’m Checkin’ Out für einen Oscar nominiert. Er komponierte auch Musik für einige andere Filme und zeigte seine musikalische Vielseitigkeit in diesen Projekten: Er spielte Gitarre, Klavier, Saxophon und Posaune.

## Autor
Silverstein begann Ende 1956 als Schreiber, Fotograf und Cartoonist für das Magazin Playboy. Er lebte längere Zeit in der Playboy Mansion. Bekannter ist er heute als Verfasser und Illustrator seiner Children’s literature, die folgende Bände umfasst: Die Geschichte vom Missing Piece, Missing Piece trifft Big O, Licht unterm Dach, Wo der Gehweg endet, Raufgefallen und Der freigebige Baum. Er schrieb auch Uncle Shelby’s ABZ Book, ein satirisches Pseudo-Kinderbuch, und verfasste Different Dances, einen Bildband mit wortlosen Comics für Erwachsene.
Silverstein war überzeugt, geschriebene Worte müssten auf geeignetem zum Werk passenden Papier gelesen werden. Er ließ seine Gedichte und Erzählungen nur dann veröffentlichen, wenn er die Art, Größe, Form und Farbe des Papieres selbst festlegen konnte. Gelegentlich verfasste er umgangssprachliche Lyrik, wie beispielsweise eine Rapversion von Shakespeares Hamlet, die 1998 im Playboy auf gelb-beigem Spezialpapier veröffentlicht wurde. Im Jahre 2005 erschien Silversteins Buch Runny Babbit, bei dem jedes Gedicht und jede Illustration aus einem Schüttelreim besteht.
Silverstein behauptete, niemals Gedichte anderer gelesen und deshalb seinen eigenen Stil entwickelt zu haben. Sein Stil war locker und gesprächsartig, manchmal bis hin zur Profanität und der Verwendung aktuellen Slangs.

## Auszeichnungen und Würdigungen
- 1984 Grammy in der Kategorie „Best Recording For Children“ für Where The Sidewalk Ends
- 1990 Oscar-Nominierung in der Kategorie „Best Music, Original Song“ für I’m Checkin’ Out
- 1991 Golden-Globes-Nominierung in der Kategorie „Best Original Song - Motion Picture“ für I’m Checkin’ Out
- 2002 Aufnahme in die Nashville Songwriters Hall of Fame.
- Die kanadische Band Silverstein benannte sich nach ihm.

## Diskografie
- Hairy Jazz (Elektra Records) (1959)
- Shel’s Stag Party (= Hairy Jazz) (1961)
- Inside Folk Songs (Atlantic Records) (1962)
- I’m So Good That I Don’t Have To Brag (Cadet Records) (1965)
- Drain My Brain (Cadet Records) (1967)
- Boy Named Sue And Other Country Songs (RCA Records) (1969)
- Inside Shel Silverstein (=Inside Folk Songs) (1970)
- Freakin’ At The Freaker’s Ball (Columbia Records) (1972)
- Crouchin’ On The Outside (Janus Records) (= DoLp-Edition von I'm So Good… und Drain My Brain) (1973)
- Songs & Stories (Parachute Records) (1978)
- The Great Conch Train Robbery (Flying Fish Records) (1980)
- Where The Sidewalk Ends (Columbia Records) (1984)
- A Light In The Attic (Columbia Records) (1985)
- The Best of Shel Silverstein: His Words His Songs His Friends (Columbia Records) (2005) (posthum)
- Underwater Land (mit Pat Dailey) (Olympia Records) (2002) (posthum)

## Filmmusiken
- 1970: Ned Kelly
- 1971: Wer ist Harry Kellerman? (Who Is Harry Kellerman and Why is He Saying Those Terrible Things About Me?)
- 1972: Zahltag (Payday)
- 1977: Thieves
- 1990: Grüße aus Hollywood (Postcards from the Edge), Titel: I’m Checkin’ Out

## Bücher (Auswahl)
- 1955 Take Ten
- 1956 Grab Your Socks
- 1960 Now Here’s My Plan. A Book of Futilities
- 1961 Uncle Shelby’s ABZ Book
- 1963 Lafcadio: The Lion Who Shot Back
- 1963 Playboy’s Teevie Jeebies
- 1964 Uncle Shelby’s Zoo
- 1964 A Giraffe and a Half
- 1964 The Giving Tree, dt. Der freigebige Baum, ISBN 978-3-78769-251-4; neuere Auflage: Der Baum, der sich nicht lumpen ließ, ISBN 978-3-03695-276-5
- 1964 Who Wants a Cheap Rhinoceros?
- 1965 MORE Playboy’s Teevie Jeebies
- 1974 Where the Sidewalk Ends, dt. Wo der Gehweg endet
- 1976 The Missing Piece, dt. Die Geschichte vom Missing Piece, Junfermann Verlag, Paderborn. ISBN 978-3-87387-601-9
- 1979 Different Dances
- 1981 A Light in the Attic, dt. Licht unterm Dach
- 1981 The Missing Piece Meets the Big O, dt. Missing Piece trifft Big O, Junfermann Verlag, Paderborn. ISBN 978-3-87387-136-6
- 1996 Falling Up, dt. Raufgefallen
- 2005 Runny Babbit (posthum veröffentlicht)
- 2007 Playboy’s Silverstein Around the World

## Drehbücher
- Things Change - Mehr Glück als Verstand (1988) (gemeinsam mit David Mamet)

## Historische Filmaufnahmen
- Shel Silverstein und Dr. Hook & the Medicine Show begleiten in dem Film Wer ist Harry Kellerman? in der Rolle als Capt. Love und Band Dustin Hoffman bei seinem Gastauftritt als Georgie Soloway: Georgie Soloways Gastauftritt mit Capt. Loves Band.

| Personendaten    | Personendaten                                                                                              |
| ---------------- | --- |
| NAME             | Silverstein, Shel                                                                                          |
| ALTERNATIVNAMEN  | Silverstein, Shelby Allan (vollständiger Name)                                                             |
| KURZBESCHREIBUNG | US-amerikanischer Dichter, Liedtexter, Musiker, Komponist, Karikaturist, Drehbuchautor und Kinderbuchautor |
| GEBURTSDATUM     | 25. September 1930                                                                                         |
| GEBURTSORT       | Chicago |
| STERBEDATUM      | 10. Mai 1999                                                                                               |
| STERBEORT        | Key West                                                                                                   |